# سارای مهربان
سارای مهربان کتابی از آناهیتا تیموریان است که در سال ۱۳۹۳ از سوی نشر کانون پرورش فکری کودکان و نوجوانان منتشر و در سال ۲۰۱۵ در فهرست کلاغ سفید قرار گرفت.